# Josefa Molera Mayo
Josefa Molera Mayo   (Izaba, 23 de gener de 1921 - Madrid, 3 de setembre de 2011) va ser una científica espanyola especialitzada en cinètica química i tècniques analítiques de cromatografia de gasos, l'activitat dels quals va tenir un impacte important en l'estructura actual de la recerca d'Espanya.
Després de la guerra civil espanyola, en la qual la seva família va ser especialment castigada, va començar els seus estudis en Ciències Químiques a la Universitat Central de Madrid, on va obtenir la llicenciatura 3 anys més tard amb qualificacions brillants. Aquest mateix any, 1942, va començar a treballar com a professora ajudant (sense sou) en la càtedra de química tècnica, dirigida pel Professor Ríus Miró, qui seria posteriorment el seu director de tesi. Al no ser remunerat, es va veure obligada a simultanejar aquesta activitat amb classes particulars de química i idiomes, anglès i francès.
El professor Ríus, en aquest moment Vicerector de l'Institut de Química "Alonso Barba" del CSIC, va oferir a Mª Josefa realitzar la tesi doctoral en els seus laboratoris, però això no va poder ser, ja que el director en aquest moment de l'Institut va rebutjar la sol·licitud argumentant que en l'Institut no hi havia cap dona investigadora. Per això va haver d'esperar fins a 1946, moment en el qual el Dr. Ríus va ser promogut a Director del recentment creat Institut de Química Física "Rocasolano". Aquests treballs de recerca va haver de compatibilitzar-los amb activitat docent paral·lela en un col·legi d'ensenyament mitjà a causa del reduït import de la beca.
Malgrat aquestes dificultats, es va doctorar en 1948 amb Premi Extraordinari a la Universitat Central pels seus estudis sobre les aplicacions del electro de vena de mercuri com a possible substitut de gotes del mateix metall.
Va desenvolupar, al costat del químic J.A. Domínguez i al matemàtic J. Fernández Biarge, mètodes d'anàlisis de les reaccions químiques per cromatografia gas-líquid, amb una combinació de fins a quatre columnes cromatogràfiques. Els fabricants dels cromatògrafs de gasos, van reconèixer la labor de l'equip en aquesta àrea i els van atorgar, en 1967, el premi Pequín-Elmer Hispània.

## Premis i reconeixements
- 1967: Premi Pequín-Elmer Hispània[3]